# 부시리
부시리는 전갱이과에 속하는 바다물고기이다. 겉보기에 방어와 비슷해보여서 흔히 방어로 착각될 수 있으나 방어와는 다른 어종이며 방어보다 가슴지느러미가 배지느러미보다 짧아보인다.

## 소개
몸은 긴 방추형이며 등이 푸른빛을 띄는 바다물고기로 대한민국의 남해안 먼 바다의 따뜻한 해역 등지에서 서식한다. 방어와 비슷하여서 헷갈리는 경우가 많지만 사실 두 어류는 다른 어종으로 방어는 부시리에 비해서 겉모양은 비슷하나 방어보다 크기가 좀 더 납작하게 보이는 편으로 주둥이에서부터 꼬리지느러미까지 노란 세로띠가 진하게 보이며 위턱의 뒷가장자리가 방어에 비해서  둥글게 보인다. 몸길이도 방어보다 길어서 2m까지 자라며 가슴 지느러미가 넓은 방어에 비해서 배 지느러미가 넓어보인다.
낚시꾼들 사이에서는 힘이 좋은 물고기라 미사일이라고도 부르며 배 부분이 단단하여 회로 먹는다. 피가 빨리 상하는 습성이 있어서 피를 빨리 빼내어서 회를 먹을 수 있으며 나머지 부위는 조림이나 구이, 탕으로 먹는다.

## 방어와의 차이
방어와 생김새가 비슷하여서 전문가가 아니고서는 구분하기가 상당히 어렵다. 겉보기부터 방어와 매우 비슷하여서 방어와 착각하기 쉬운데다가 방어와 외면에서는 너무도 다를 바가 없어서 어류 연구가나 전문가가 아니고서는 일반인들 시점에서는 확연히 구분하기 어려울 수 있다.
어류 연구가들의 분석으로는 지느러미와 몸길이에서 구분이 가능하다고 한다. 방어는 지느러미 중에서 가슴의 지느러미가 넓어보이는 편이며 부시리는 그에 비해서 배의 지느러미가 넓어보이고 위턱의 뒷가장자리가 방어에 비해서 둥글게 보이는 것이 특징이다.
채널A에서 방송된 도시어부 방어낚시 편에서도 배우 이덕화가 방어를 잡았다고 좋아했으나 알고보니 부시리를 잡았다는 것에 허탈해하는 모습이 나왔고 함께 출연했던 개그맨 이경규는 아예 부시리를 싫어하게 되었다고 한다.

## 분포도
주로 대한민국의 동해안과 남해안 서해 남부의 깊은 바다 속에서 살아가고 있으며 해외상으로는 아열대 지방 및 온대 지역의 해안에서 자란다.

## 포식
주로 바다 속에서 멸치류, 고등어류, 오징어류, 보리새우류 등의 수생생물을 잡아먹는 습성이 있다.

## 용도
뱃살이 단단하여 생회로 즐겨먹기도 하며 나머지 부위는 조림이나 구이, 탕으로 먹는다.

## 같이 보기
- 방어
- 전갱이